# Grønlands Seminarius Sportklub
Grønlands Seminarius Sportklub (también conocido como  GSS Nuuk  ') es un club deportivo de Groenlandia con sede en Nuuk. Compiten en fútbol y balonmano.
Es el quinto equipo con más títulos de su liga local.

## Palmarés
- Coca Cola GM: 4
  - Títulos : 1972, 1973, 1975, 1976